# Engelbert Anton von Wrede
Engelbert Anton von Wrede (* 5. Dezember 1742; † 12. September 1808) war der letzte Dompropst des Domkapitels Münster in der Zeit des Alten Reiches.

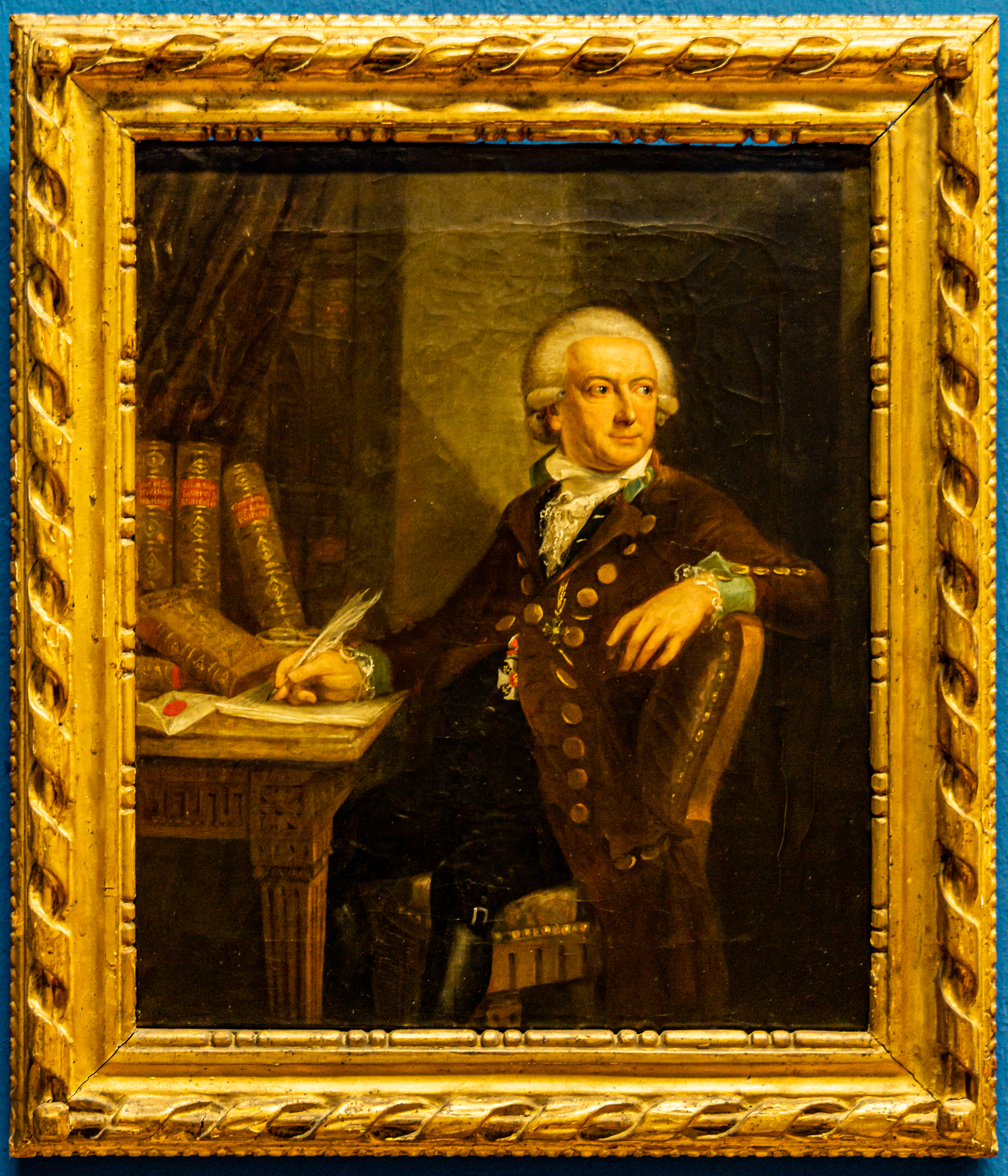
Bildnis von Engelbert Anton von Wrede aus dem Jahr 1791 in weltlicher Kleidung. Nur das Domherrenkreuz weist auf seinen Stand hin

## Leben
Er stammte aus dem westfälischen Adelsgeschlecht Wrede. Der Vater war Ferdinand Karl von Wrede zu Melschede. Die Mutter war Klara Lucia (geb. von der Asseburg zu Hinnenburg). 
Durch päpstliche Kollation kam er 1761 an eine Domkanonikerstelle in Hildesheim. Durch Maximilian Friedrich von Königsegg-Rothenfels kam 1775 eine Stelle in Münster hinzu. Dort wurde er 1782 auch Domküster. In Hildesheim wurde von Wrede 1790 Domscholaster. Er war auch Geheimer Rat im Hochstift Münster. 
Im Jahr 1800 wurde er zum Dompropst in Münster gewählt. Kurze Zeit später wurde er auch Präsident des geheimen Rates. In seine Zeit fällt das Ende des Hochstifts Münster zu Gunsten des preußischen Erbfürstentum Münster seit 1802 und die französische Besetzung ab 1806. Angesichts der politischen Veränderungen führte er einen Briefwechsel mit dem damaligen Domdechanten Ferdinand August von Spiegel über die zukünftige Stellung der Domkapitel. Wegen Streitigkeiten um die Besetzung der Pfarrei Altenberge führte er vor dem Reichskammergericht einen Prozess gegen Herzog Joseph Arnold von Looz-Corswarem.